# Traer (Iowa)
Traer ist eine Kleinstadt (mit dem Status "City") im Tama County im US-amerikanischen Bundesstaat Iowa. Bei der Volkszählung im Jahr 2010 hatte Traer 1703 Einwohner, deren Zahl sich bis 2013 auf 1677 verringerte. Das U.S. Census Bureau hat bei der Volkszählung 2020 eine Einwohnerzahl von 1.583 ermittelt.

## Geografie
Traer liegt im mittleren Osten Iowas am rechten Ufer des Wolf Creek, der über den Cedar River und den Iowa River zum Stromsystem des Mississippi gehört. Dieser bildet rund 180 km östlich die Grenze zu Illinois. Die Grenze Iowas zu Minnesota verläuft rund 150 km nördlich; die Nordgrenze Missouris befindet sich rund 200 km südlich.
Die geografischen Koordinaten von Traer sind 42°11′37″ nördlicher Breite und 92°27′56″ westlicher Länge. Die Stadt erstreckt sich über eine Fläche von 3,06 km² und bildet das Zentrum der Perry Township.
Nachbarorte von Traer sind Buckingham (8,8 km nördlich), Hudson (24,2 km in der gleichen Richtung), Dysart (14,6 km ostsüdöstlich), Clutier (17,9 km südsüdöstlich), Garwin (28 km südwestlich), Gladbrook (23,4 km westlich) und Reinbeck (25,8 km nordwestlich).
Die nächstgelegenen größeren Städte sind Rochester in Minnesota (219 km nördlich), Waterloo (37,6 km nordnordöstlich), Dubuque an der Schnittstelle der Staaten Iowa, Wisconsin und Illinois (180 km ostnordöstlich), Wisconsins Hauptstadt Madison (326 km in der gleichen Richtung), Rockford in Illinois (323 km östlich), Cedar Rapids (85,3 km ostsüdöstlich), die Quad Cities in Iowa und Illinois (209 km in der gleichen Richtung), Iowas frühere Hauptstadt Iowa City (130 km südöstlich), Columbia in Missouri (411 km südlich), Kansas City in Missouri (444 km südsüdwestlich), Iowas Hauptstadt Des Moines (137 km westsüdwestlich), Nebraskas größte Stadt Omaha (360 km westsüdwestlich), Sioux City (360 km westlich) und die Twin Cities (Minneapolis und St. Paul) in Minnesota (364 km nordnordwestlich).

## Verkehr
Der U.S. Highway 63 führt in Nord-Süd-Richtung als Hauptstraße durch das Stadtgebiet von Traer und trifft im Stadtzentrum an dessen westlichem Endpunkt auf den Iowa Highway 8. Alle weiteren Straßen sind untergeordnete Landstraßen, teils unbefestigte Fahrwege sowie innerörtliche Verbindungsstraßen.
Mit dem Traer Municipal Airport befindet sich am nordöstlichen Stadtrand ein kleiner Flugplatz für die Allgemeine Luftfahrt. Die nächsten Verkehrsflughäfen sind der Waterloo Regional Airport (48 km nördlich), der Eastern Iowa Airport von Cedar Rapids (93 km südöstlich) und der Des Moines International Airport (147 km westsüdwestlich).

## Bevölkerung
Nach der Volkszählung im Jahr 2010 lebten in Traer 1703 Menschen in 693 Haushalten. Die Bevölkerungsdichte betrug 556,5 Einwohner pro Quadratkilometer. In den 693 Haushalten lebten statistisch je 2,35 Personen.
Ethnisch betrachtet setzte sich die Bevölkerung zusammen aus 98,0 Prozent Weißen, 0,2 Prozent Afroamerikanern, 0,2 Prozent amerikanischen Ureinwohnern, 0,4 Prozent Asiaten, 0,1 Prozent Polynesiern sowie 0,1 Prozent aus anderen ethnischen Gruppen; 1,1 Prozent stammten von zwei oder mehr Ethnien ab. Unabhängig von der ethnischen Zugehörigkeit waren 0,8 Prozent der Bevölkerung spanischer oder lateinamerikanischer Abstammung.
23,7 Prozent der Bevölkerung waren unter 18 Jahre alt, 51,2 Prozent waren zwischen 18 und 64 und 25,1 Prozent waren 65 Jahre oder älter. 52,4 Prozent der Bevölkerung waren weiblich.
Das mittlere jährliche Einkommen eines Haushalts lag bei 49.792 USD. Das Pro-Kopf-Einkommen betrug 24.608 USD. 8,4 Prozent der Einwohner lebten unterhalb der Armutsgrenze.

## Bekannte Bewohner
- James Wilson (1835–1920) – langjähriger US-Landwirtschaftsminister (1897–1913) – lebte die meiste Zeit seines Lebens in Traer und ist hier beigesetzt